# Badminton
Badminton je šport, pri katerem se uporabljata lopar in pernata žogica iz plutovine. Igralec poskuša udariti žogico preko mreže v nasprotnikovo polje. Igra se lahko tudi v parih. 
Lopar je dolg približno 66 cm, v žogico iz plute (premer 2,6–2,8 cm, teža 4,7–5,5 g) so zataknjena peresa dolžine 7 cm. Igrišče dolžine 13,40 m razpolavlja 1,55 m visoka mreža.
Od leta 1992 je badminton tudi olimpijska disciplina. 

## Značilnosti igre
Večina misli, da je badminton lahkoten šport, vendar to ne drži. Badminton zahteva hitre reflekse, hitrost in vzdržljivost. Pri igri je namreč potrebno izredno hitro ter eksplozivno gibanje (tudi nazaj, kar ni naravno gibanje in je za človeka izredno težavno), hitro reagiranje, predvidevanje nasprotnikovih potez ter prepoznavanje t. i. 'varanja' – ko nasprotnik nakaže nekaj, naredi pa kaj popolnoma drugega, spremljanje gibanja izredno hitrih žogic (ki ob nekaterih udarcih v prvih metrih celo presegajo 300 km/h!). Kljub temu je badminton primeren za igralce vseh starosti ter sposobnosti. V nasprotju z drugimi športi z loparjem (npr. tenisom) namreč za užitek pri igri niso potrebne posebne spretnosti ali znanje. Zaradi tega je badminton po mnenju nekaterih zelo zanimiv šport prihodnosti, saj v splošnem pomanjkanju časa predstavlja pravo rešitev za hitro ter intenzivno rekreacijo. 
Če želi tekmovalec badmintona zmagovati na visokem tekmovalnem nivoju, za to ne potrebuje le izrednih telesnih sposobnosti, ampak mora vsaj v tolikšni meri imeti tudi ustrezne psihološke in karakterne značilnosti. V badmintonskih krogih je pogosto citiran Martin Krupp, avtor številnih knjig o badmintonu, ki pravi:
Igralec badmintona mora imeti vzdržljivost maratonca, hitrost sprinterja, odrivnost skakalca v višino, moč metalca kladiva, udarec kovača, gibčnost artista, reakcijsko sposobnost mečevalca, koncentracijo šahista, psihološko trdnost osvajalca Antarktike, hladnokrvnost minerja, brezobzirnost kolonialnega vladarja, obsedenost alpinista in intuicijo in fantazijo umetnika. Ker so te lastnosti tako redko zbrane v eni osebi, je res dobrih igralcev badmintona tako malo.

## Primerjava z drugimi športi
Danski športni novinarji so izdelali zanimivo primerjavo finala v badmintonu leta 1985 v Calgaryju med Hanom Jianom (Ljudska republika Kitajska) in Mortenom Frostom (Danska) ter finala v tenisu v Wimbledonu istega leta med Borisom Beckerjem in Kevinom Currenom. Analiza obeh iger je dala zanimive primerjalne podatke o obremenitvah igralcev pri obeh športih:
|               | Tenis: Becker – Curren | Badminton: Han – Frost |
| ------------- | ---------------------- | ---------------------- |
| Rezultat      | 6:3, 6:7, 7:6, 6:4     | 14:18, 15:10, 15:8     |
| Trajanje      | 3 ure 18 min           | 1 ura 16 min           |
| Čista igra    | 18 min (= 9 %)         | 37 min (= 48 %)        |
| Menjava žog   | 299                    | 146                    |
| Št. udarcev   | 1004                   | 1972                   |
| Pretečena pot | cca. 3,2 km            | cca. 6,4 km            |

Omembe vredno je predvsem dejstvo, da igralec badmintona v polovico krajšem času igranja preteče dvakrat daljšo razdaljo ter izvede dvakrat toliko udarcev kot igralec tenisa. Pri tem je seveda potrebno upoštevati, da igra tenisa na travi, ki je značilna za Wimbledon, ni najbolj tipična za tenis nasploh. Posebno pri igralcih z močnim servisom, kot sta Becker in Curren, so na takšni podlagi pretečene razdalje zato manjše.

## Zgodovina badmintona
Že dolgo pred pojavom današnjega imena za igro badminton so obstajale igre, ki so se igrale z loparjem in s pernatimi žogicami. V Indiji najdene slike na stenah votlin dokazujejo, da so tam že pred 2000 leti igrali igro, v kateri so uporabljali sploščene kose lesa kot loparje in majhne lesene žogice, v katere so bila zasajena kurja peresa. Tudi Inki in Azteki so poznali igre z loparji ter pernatimi žogicami. V njegovi najzgodnejši obliki so ga igrali tudi v antični Grčiji. Na Japonskem so v 16. stoletju igrali podobno igro, imenovano Hanetsuki. 
V Evropi se je v času baroka pojavila igra Battledore and Shuttlecock ali Jeu de Volant, ki je bila ena najljubših iger v plemiških in dvornih krogih tistega časa. Cilj te variante igre, ki sta jo lahko igrala dva ali več igralcev, je bil obdržati pernato žogico v zraku čim dlje. Pri tem so uporabljali majhne enostavne loparje. V zgodovinskih zapisih je najti podatek, da je bil rekord v letu 1830 postavljen s 2117 udarcih v igri med člani družine Somerset. 
Za današnje ime igre gre zahvala sedežu angleškega vojvode iz Beauforta iz grofije Glouchestershire. Na njegovem dvorcu z imenom Badminton je bila leta 1872 predstavljena igra, imenovana Poona, ki so jo iz Indije prinesli angleški oficirji. V Angliji so jo nato plemiški sloji igrali za zabavo v podeželskih dvorcih.
Nova igra je hitro pridobivala na popularnosti. Leta 1893 je bila v Angliji ustanovljena prva badmintonska zveza in že leta 1899 je bilo organizirano prvo tekmovanje All England Championships, ki ima še danes med ljubitelji badmintona podobno mesto, kot ga ima Wimbledon med ljubitelji tenisa.

## Badminton v Sloveniji
V Sloveniji sta dolgo časa na vrhu kraljevala brat in sestra Pohar, potem pa je Andreja na vrhu zamenjal Mariborčan Luka Petrič, Majo pa Maja Tvrdy. Trenutno sta najboljša slovenska igralca Medvoščana Miha Ivančič ter Petra Polanc, ki sta se v kategoriji mešanih dvojic nedavno prebila med najboljših 100 igralcev svetovne jakostne lestvice.
V Sloveniji deluje veliko badminton klubov: Ljubljana (BK BIT, BK Ljubljana, BK Konex, BK Olimpija), Medvode (BK Medvode), Maribor (BK Branik), Mengeš (BK Mengeš), Kungota (BK Kungota), Mirna (BK Mirna), Brežice (BK Brežice, BK Pišece), Lendava (BK Mladost) in Koroška (BK Karizma, ŠD Sele Vrhe).
Od decembra leta 1999 obstaja Badminton klub Kungota, ki ima zdaj že preko 100 članov. Mladi tekmovalci kluba krojijo vrh slovenskega mladinskega badmintona v kategorijah od 11 do 19 let; tako sta bila Alen Roj in Tina Kodrič leta 2006 in 2007 izbrana za športnika leta.
Največji badmintonski center v Sloveniji je Športni center Dolgi most v Ljubljani na Viču. Tam ima svoj sedež badminton klub Ljubljana, od leta 2022 dalje pa omenjeni center nudi igrišča slovenskim reprezentantom vseh starostnih kategorij, ki Slovenijo uspešno zastopajo na raznoraznih mednarodnih prizoriščih.
Badminton klub Ljubljana vsako leto organizira otroško ligo Li-ning.

## Badminton v svetu
Badminton je zelo popularen v nekaterih evropskih državah, kot sta Anglija in Danska, ter predvsem v azijskih državah – Kitajski, Indoneziji, Maleziji, Singapurju, Tajski, Indiji in Koreji. V teh deželah obišče velika badmintonska tekmovanja podobno število gledalcev kot v evropskih deželah nogometne tekme. Na listah zmagovalcev pomembnih mednarodnih turnirjev je zato najti predvsem igralce iz Danske, Velike Britanije, Kitajske, Koreje in Indonezije.
Leta 1934 je bila ustanovljena International Badminton Federation (IBF) kot krovna svetovna badmintonska organizacija. Organizacija je leta 2006 spremenila ime v Badminton World Federation (BWF). Trenutno povezuje 156 držav s preko 14 milijoni igralcev.
Svetovna prvenstva v badmintonu so organizirana od leta 1977, od 1983 leta vsake dve leti, od leta 2006 pa vsako leto. Nekatera tekmovanja v badmintonu so primerljiva z Davis-Cupom v tenisu: tekmovanje moških nacionalnih ekip Thomas Cup od leta 1949 in tekmovanje ženskih nacionalnih ekip Uber Cup od leta 1957. Od leta 1989 poteka vsaki dve leti tekmovanje Sudirman Cup, ki je uradno svetovno prvenstvo nacionalnih mešanih ekip.
Leta 1983 je takratna IBF uvedla Grand Prix Circuit mednarodna tekmovanja. Do leta 1999 so igralci tekmovalno sezono zaključevali z Grand Prix Final turnirjem, kjer so najboljši igralci sezone tekmovali med seboj. Po azijski krizi ob koncu 90-ih let turnir ni bil več organiziran. V letu 2007 pa je BWF uvedla turnir BWF Super Series, ki je po 23 letih nadometil Grand Prix. Po okriljem Super Series se igra 12 turnirjev, pri katerih je zagotovljen nagradni sklad v višini vsaj 200.000 dolarjev. Od teh turnirjev se jih osem igra v Aziji in štiri v Evropi (Velika Britanija, Danska, Švica, Francija).

## Badminton kot olimpijski šport
Že leta 1972 na olimpijskih igrah v Münchnu je bil badminton zastopan kot tako imenovan demonstracijski šport. Vendar se je MOK šele po drugi uspešni demonstraciji leta 1988 v Seulu odločil, da je leta 1992 badminton uvrstil med olimpijske športe. Torej je bil ta šport med uradne olimpijske športe prvič uvrščen na olimpijskih igrah leta 1992 v Barceloni. Takrat so tekmovanja potekala še brez mešanih parov, od olimpijskih iger 1996 v Atlanti pa je v olimpijskem programu vseh pet tekmovalnih disciplin.

## Variacije badmintona
V zadnjih letih so se predvsem zaradi komercialnih razlogov razvile nekatere nove variacije badmintona:

#### Beachminton
Beachminton se je pojavil leta 1997 in se igra na pesku. Na ta način je bilo omogočeno igranje badmintona tudi zunaj, predvsem na peščenih plažah, pri čemer se uporablja žogica, ki je nekoliko manj občutljiva na veter.

#### Speedminton
Speedminton (tudi speed badminton) je uvedlo in predstavilo nemško podjetje Speedminton GmbH, prav tako s ciljem uvedbe takšne oblike igre, ki se lahko igra tudi na prostem. Pri igri se uporablja lopar, ki je nekoliko podoben loparju za skvoš, in žogica, imenovana Speeder, ki ni občutljiva na veter. Zaradi drugačnih lastnosti letenja žogice in spremenjene opreme se pri speedmintonu ob elementih badmintona že pojavljajo tudi elementi skvoša in tenisa.
Podvarianta tega športa se imenuje Blackminton in se igra v temi, pri čemer so oprema, igrišče in igralci vidni zaradi uporabe fluorescentnih materialov in barve.
Air badminton
Je priljubljena nova različica badmintona, ki naj bi se igral na prostem (pesek, beton, trava, na vodi). Od pravega badmintona se razlikuje le po žogici, ki je prilagojena za igro na odprtih površinah. V zadnjih letih se pod okriljem BWF odvija veliko turnirjev v tem sveže nastalem športu, z namenom, da bi ga popularizirali in badminton raznesli po celem svetu.